# Burg Rumenau

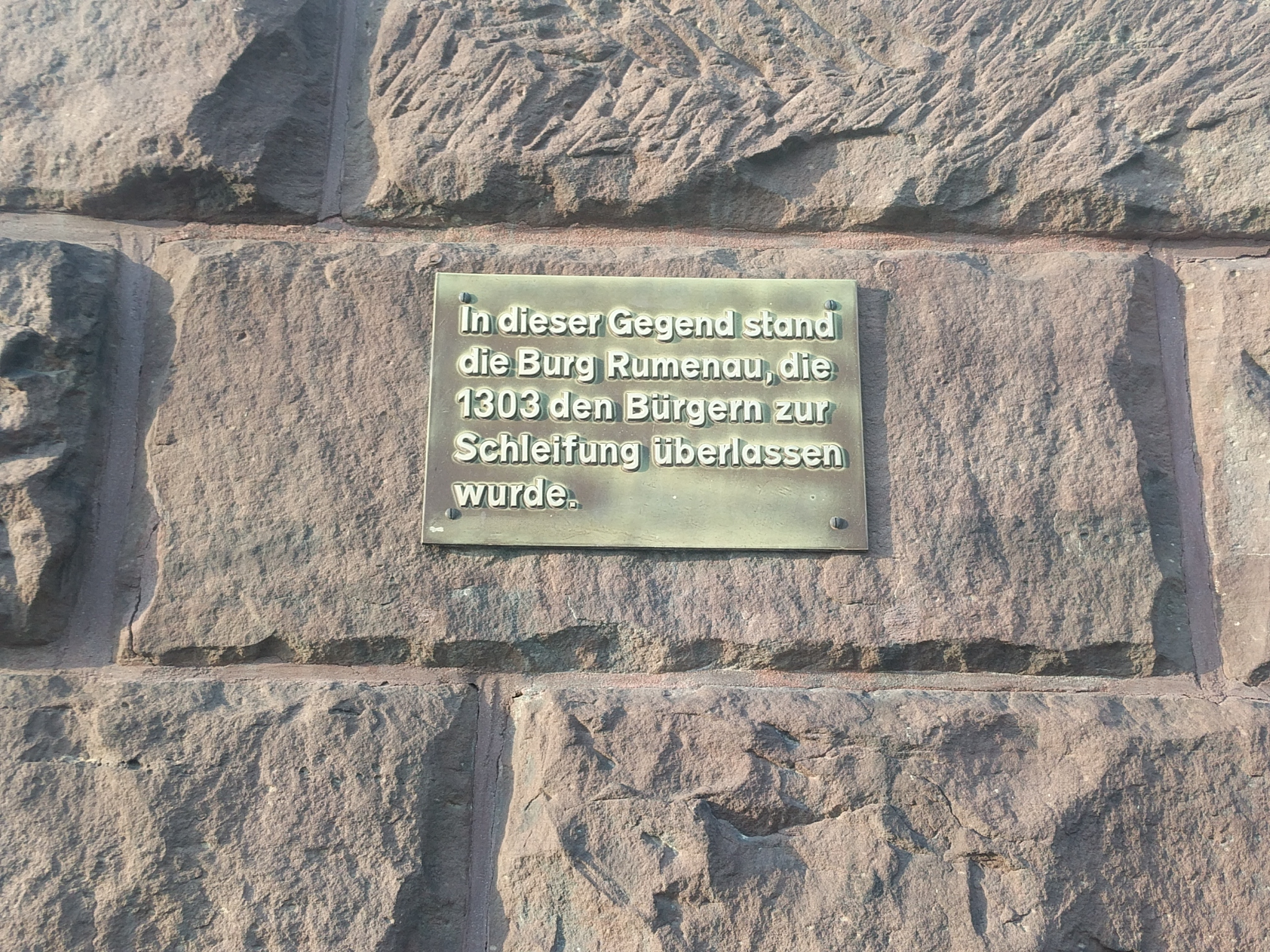
Gedenktafel am Finanzamt Graf-Otto-Straße in Northeim

Die Burg Rumenau ist eine abgegangene Burg, die sich wenige 100 m südlich des historischen Ortszentrums von Northeim befand. Die Burg wurde im Jahr 1303 den Bürgern Northeims zur Schleifung überlassen. Der ehemalige Standort der Burg ist heute komplett überbaut und liegt im Stadtgebiet von Northeim im Bereich des Finanzamtes in der Graf-Otto-Straße. Im Westen des Gebäudes des Finanzamtes erinnert eine Tafel an die ehemalige Burg.